# Full Scale
Albums de Showbiz & A.G.
Goodfellas
(1995) Live Hard
(2007)
Full Scale est le troisième album studio de Showbiz & A.G. (sous le nom Show & A.G.), sorti le 24 mai 1998.
L'opus a été précédé d'un EP homonyme, publié au début de l'année 1998, comprenant cinq titres et leur version instrumentale.

## Liste des titres
Tous les titres sont produits par Show & A.G., à l'exception de Time to Get This Money, produit par Ahmed, et Hidden Crates et Hold Mines, produits par Greyboy.
| No  | Titre                                                                         | Contient un (des) sample(s) de                                                                        | Durée |
| --- | ----------------------------------------------------------------------------- | --- | ----- |
| 1.  | Themes, Schemes & Dreams (featuring D-Flow, O. Cee et Party Artie)            | Watchful Eye de Brian Bennett                                                                         | 4:22  |
| 2.  | Drop It Heavy (featuring Big Pun et KRS-One)                                  | Tombstones and Talismans de Christopher Young                                                         | 4:10  |
| 3.  | Q & A (featuring D-Flow et Party Artie)                                       | | 4:00  |
| 4.  | Full Scale (featuring O. Cee)                                                 | The Ballad of Sacco and Vanzetti - Part 3 d'Ennio Morricone et Joan Baez                              | 3:51  |
| 5.  | Spit                                                                          | Necronomania de Manfred Hübler et Siegfried Schwab                                                    | 3:27  |
| 6.  | Time to Get This Money (featuring Diamond et O. Cee – Scratches : DJ Premier) | | 2:53  |
| 7.  | Who's the Dirtiest (featuring D-Flow et Party Artie)                          | | 3:30  |
| 8.  | Dignified Soldiers (featuring Big L, Lord Finesse et O. Cee)                  | | 4:30  |
| 9.  | Put It in Your System (featuring Diamond)                                     | | 3:44  |
| 10. | Raw as Ever                                                                   | | 2:22  |
| 11. | Dignified Soldiers Remix (featuring Big L, Lord Finesse et O. Cee)            | | 4:14  |
| 12. | Spit Remix (featuring D-Flow)                                                 | | 3:11  |
| 13. | Hidden Crates                                                                 | Close to You Love de Jerry Butler Diary of a Taxi Driver de Bernard Herrmann featuring Robert De Niro | 3:29  |
| 14. | Hold Mines                                                                    | | 3:54  |
| 15. | Get Dirty (featuring D-Flow et Party Artie)                                   | | 3:53  |